# Saint-Laurent-du-Verdon
 Saint-Laurent-du-Verdon  (en occitano Sant Laurenç) es una población y comuna francesa, situada en la región de Provenza-Alpes-Costa Azul, departamento de Alpes de Alta Provenza, en el distrito de Digne-les-Bains y cantón de Riez.

## Demografía
| 46 | 52 | 53 | 59 | 71 | 74 |
| Para los censos de 1962 a 1999 la población legal corresponde a la población sin duplicidades (Fuente: INSEE [Consultar]) |    |    |    |    |    |